# ديفيد إم. مادوكس
ديفيد إم. مادوكس (بالإنجليزية: David M. Maddox)‏ هو عسكري أمريكي، ولد في 5 أبريل 1938 في شيكاغو في الولايات المتحدة.